# 사우스웨스트 모터스 이벤트 센터
사우스웨스트 모터스 이벤트 센터 (Southwest Motors Events Center) 또는 콜로라도 주립 박람회 이벤트 센터 (Colorado State Fair Events Center)는 콜로라도주 푸에블로에 위치한 다목적 경기장이다. 경기장은 콜로라도 주립 박람회장(Colorado State Fairgrounds)의 북서쪽 모서리에 있으며 주로 콜로라도주 박람회장으로 사용된다. 콘서트, 프로 투우, 실내 축구, 농구 경기, 몬스터 트럭 쇼 등 다양한 이벤트를 개최할 수 있다.

## 센터에 대해서
센터는 1990년에 처음에는 콜로라도 주립 박람회에서 노후된 관람석을 대체하기 위한 것이었다. 처음에는 야외 원형 극장이 목적이었다. 그러나 이것은 나중에 경기장과 연중 사용을 위해 기각되었고 건설은 박람회가 비수기인 1993년에 시작되었고 경기장은 1995년 8월 23일 페트라의 공연으로 문을 열었다.
2016년에는 미식축구의 스틸 시티 메너스(Steel City Menace)의 홈이 될 예정이었으나 메너스와의 계약이 파기되었고 팀은 시즌 중반 접기 전에 야외 필드에서 경기를 했다.